# Voie express Kénitra - Salé
 (janvier 2024).
La voie express Kénitra - Salé est  un projet de transformation du tronçon actuel de la Nationale 1 reliant la ville de Kénitra à la ville de Salé sur une distance de 30 km. Le tronçon actuel est composé de 3 voies, et le projet consiste à le transformer en 2x2, avec un terre plein central séparant les deux sens de circulation.